# 詹姆斯·加勒德
詹姆斯·加勒德（英語：James Garrard，1749年1月14日—1822年1月19日）是一位曾于1796至1804年担任第2任肯塔基州州长的农民兼浸信会牧师。1799年，肯塔基州通过新州法规定州长不得连任，因此直到1992年该州通过宪法修正案放宽这一限制前，他都是唯一一位获得连任的州长。
美国革命战争结束后，加勒德同家人向西行进，搬到了当时属弗吉尼亚州，如今已是肯塔基州波旁县的地方。他在当地出任多份政治公职，并且是该地区在弗吉尼亚州议会的代表。肯塔基州共计召开了10次建州大会，加勒德是其中5次的代表，帮助起草了第一部肯塔基州宪法。虽然自己就拥有许多奴隶，但他却与其他多位代表一起试图从宪法中禁止奴隶制，但没能成功。1795年，加勒德出马竞选州长，选举人的首轮投票结果是本杰明·洛根获得多数票，但没有超过总票数的一半。州宪法中虽然没有明确规定需要多数还是过半数票胜出，但众选举人还是在首轮得票最多的洛根和加勒德两位候选人之间举行了第二轮投票，最终加勒德成功胜出，洛根对此向州检察长约翰·布雷肯里奇和州参议院提出抗议，但两者都表示自己没有插手干预的宪法权力。
加勒德是民主共和党人，反对《惩治煽动叛乱法》，支持通过肯塔基决议案。他重视公共教育、民兵和监狱改革，支持商业补贴和有利于该州大规模债务人阶层的法案。1798年，肯塔基州首幢州长官邸建成，加勒德一家成为其中首批住户。他还支持在1799年召开制宪大会，1795年州长选举结果上的争议是召开这次会议的重要原因。但由于他反对奴隶制，因此未能成为与会代表。新的宪法规定州长需经普选产生，并且不得连任，但加勒德还是得以从这一规定中豁免并成功取得连任。他在第二个任期里支持托马斯·杰斐逊从法国购买路易斯安那，以求解决新奥尔良不再向美国货物开放所带来的问题。任期接近尾声时，加勒德在州务卿哈利·图尔明的影响下接受了部分一位论派信条，结果被浸信会破門，牧师生涯因此告一段落。他还在任命州土地注册办公室登记员的问题上与州议会发生冲突，这次冲突让他非常不满，决定在任期结束后远离政坛。加勒德卸任州长后回到自己的庄园继续务农经商，直至1822年1月19日去世。肯塔基州在他第一个州长任期里组建的加勒德县就是以他命名。

## 早年生活和家庭
詹姆斯·加勒德于1749年1月14日生于弗吉尼亚州的斯塔福德县。他的父亲叫威廉·加勒德（James H. Garrard），是一名上校，母亲叫玛丽·加勒德（Kenner Garrard），娘家姓那提（Naughty），两人共有3个孩子，詹姆斯排行第2:6。他的母亲在1755至1760年间的某个时日过世，父亲之后迎娶了伊丽莎白·莫斯（Elizabeth Moss），两人又有了4个孩子:6。威廉·加勒德是斯塔福德县的县副将，他拥有上校军衔，并因此担任县民兵部队指挥官:6。加勒德家族属中等富裕程度，斯塔福德县法院就建在他们的土地上:58。詹姆斯童年时就在父亲的农场干活:7，并在斯塔福德县的普通学校接受教育，他非常喜欢阅读，还会在家中自学:7。加勒德从小就开始前往弗吉尼亚州弗雷德里克斯堡附近的浸信会教堂:9。
1769年12月20日，加勒德与青梅竹马的恋人伊丽莎白·蒙乔伊成婚:7:721。之后不久，他的妹妹玛丽·安妮（Mary Anne）也嫁给了蒙乔伊的弟弟约翰·蒙乔伊（John Mountjoy）上校:1。
加勒德夫妇共有5个儿子和7个女儿:15，其中一子二女在两周岁前夭折:15。剩下的4个儿子全部参加了1812年战争，并且全部都曾当选肯塔基州议员:14。他还有多个孙辈参加了美国内战，其中包括北军将军肯纳·加勒德和西奥菲勒斯··加勒德:31, 62。另一个孙子詹姆斯··加勒德则连续担任了5任州财务官，从1857年开始任职直至1865年逝世:61-62。
加勒德曾加入斯塔福德县民兵部队，在父亲的统领下参加美国革命战争，但所参加的实战份量不得而知:58。他曾在波托马克河一艘纵帆船上遭英军俘虏:1，对方承诺只要提供军事情报就会将他释放，但加勒德拒绝了这一提议，之后成功逃脱:2。
1779年在民兵部队服役期间，加勒德获选成为斯塔福德县在弗吉尼亚州议会的代表，于1779年立法会议期间开始就职:2。他在这次议会期间的主要成就就是倡导一道赋予所有弗吉尼亚州居民宗教自由的法案，该法案结束了英国国教会信众迫害其他信仰追随者的历史，还反击了那些试图把英国国教会定为弗吉尼亚州官方教会的做法:720。议会结束后，他回到部队服役，于1781年获提升为上校:2。

## 迁居肯塔基州

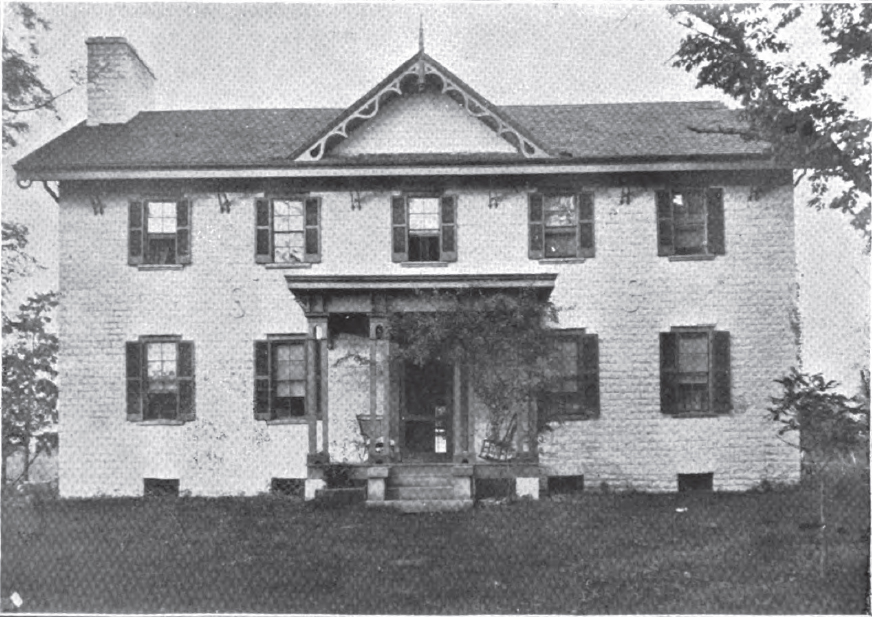
芒特黎巴嫩，加勒德在波旁县的房产。

独立战争后，加勒德面临着家庭成员越来越多和个人财富枯竭的双重挑战:2。在舊邻居约翰·爱德华兹（John Edwards）的影响下，加勒德和塞缪尔·格兰特（Samuel Grant）一起前往西部新成立的肯塔基县（Kentucky County）:2。凭着自己的服役经历，加勒德有权获得自己斟测的所有空置土地，并在州土地办公室予以记录:3。从1783年初开始，加勒德为家人和朋友获得了许多土地，自己也得到了160平方公里:58:3。1783年末，他和家人迁居费耶特县，在自己之前斟测的土地上定居，这里本是肯塔基县的一部分。三年后，他聘请了知名石匠约翰·梅特卡夫（John Metcalfe，他是之后将成为第10任肯塔基州州长的托马斯·梅特卡夫同父异母的哥哥）来建造自己的房子，庄园名为芒特黎巴嫩，位于利金河（Licking River）的斯托纳分叉口:5。加勒德在这里务农，开办了一家谷物磨坊和一家木材厂，还酿造威士忌:7。1784年，他加入了费耶特县民兵部队:15。
1785年，加勒德成为费耶特县在弗吉尼亚州议会的代表:4。他和本杰明·洛根（Benjamin Logan）、克里斯托弗·格里纳普一起成为一个立法委员会的成员，负责起草有关进一步划分肯塔基州各县的建议方案:4。委员会提出组建3个新县的建议，分别是麦迪逊县、默瑟县和包含加勒德居住地的波旁县:4。议员任期结束后，加勒德获选成为刚诞生波旁县的县测量员兼法官:15。他还在多个时期担任县裁判官，并且是县民兵部队的上校:7。
有历史学家认为加勒德是丹维尔政治俱乐部成员，这是一个从1786至1790年间活跃在丹维尔的秘密辩论社团，但该俱乐部的正式成员记录上没有他的名字。对此加勒德的传记作者·艾弗曼（H. E. Everman）得出的结论认为，这些历史学家可能是把加勒德的肯塔基实用知识推广协会成员身份和丹维尔政治俱乐部弄混了。两个组织拥有类似的宗旨，活跃时期也基本相同，并且有多名共同成员。肯塔基实用知识推广协会的其他知名成员包括艾萨克·谢尔比、克里斯托弗·格里纳普和托马斯·托德（Thomas Todd），他们之后都成了肯塔基州州长或州长候选人。:19-20
加勒德的芒特黎巴嫩庄园起初作为波旁县的临时县城，县法院于1786年5月15日首次在这里召开会议，并且之后多年一直在此开会:721。1789年，弗吉尼亚州建立了名为霍普维尔（Hopewell）的永久性县城，加勒德获选成为对该市地区进行斟测的委员会成员:721。他和约翰·爱德华兹都是这个新定居点的首批受托人:18。在加勒德的建议下，这座城市于1790年更名为巴黎:721。之后不久，他辞去了县测量员的职务，专注于更为迫切的新城市安全防御需要:18。1790年8月，在加勒德的授意下，波旁县法院把县民兵部队规模从一个营扩大到两个营:19。

## 宗教领袖
早在1785年6月25日，加勒德就开始和朋友奥古斯丁·易思廷（Augustine Eastin）一起参加埃尔克霍恩浸信会教友协会的会议:9。1787年，他帮助在自己的庄园附近筹建了一所浸信会教堂，并获选成为教堂的其中一位长老，服务教众达十年之久:9。教堂成立后不久就加入了埃尔克霍恩浸信会教友协会，协会于1789年授予加勒德传教许可证:8。加勒德拥有多达23名奴隶从事农业和工业工作，但他却在讲坛上谴责奴隶制，称其为“可怕的邪恶”:6, 9。无论白人还是黑人，在他的教堂参加活动时都是平等的:9。
加勒德和教堂的其他长者在州内吸引了许多会众，其中最远的一位来自梅森县:9-10。1789年，加勒德和易恩廷开始着手让该地区更为正统的纯正浸信会和更宽松的分裂浸信会重新团结起来。加勒德之前在弗吉尼亚州的教会就是纯正浸信会，虽然他明确倡导宗教宽容，还公开表达过自己的自由派视角，但大部分观点还是认为他属纯正浸信会。他一直没能成功地让两个派别团结起来，但所做的努力还是获得了认可，于1790、1791和1795年成为埃尔克霍恩浸信会教友协会年度会议的主持人。:10-11
1785至1799年间，加勒德担任特兰西瓦尼亚神学院（如今的特兰西瓦尼亚大学）校董会成员:13。1794年，他和其他更为开明的校董会成员联合起来与正统长老宗成员对抗，成功选出神学院首位不是长老宗成员的校长:13。这位校长名叫哈利·图尔明（Harry Toulmin），是位来自英格兰的一神论牧师:59。图尔明的女儿露辛达（Lucinda）之后会与加勒德的儿子丹尼尔（Daniel）结婚:60。和图尔明之间的关系令加勒德开始接受一些一神论信条，特别是苏西尼主义教义。到了1802年，他和奥古斯丁·易思廷不但已经接受了这些信仰，还已向他们的浸信会教众灌输这些理念。但是，埃尔克霍恩浸信会教友协会谴责这些信仰都是异端邪说，鼓励加勒德和易思廷将其放弃，遭两人拒绝后，该协会中止了与他们的联系。这一事件结束了加勒德的牧师生涯以及和浸信会教堂的关系。

## 从政生涯
肯塔基州居民在丹维尔召开了一系列的十场会议，对新州与弗吉尼亚州的正式分离做安排。加勒德是其中5次会议的与会代表，这5次会议分别于1785年5月和8月，以及1787、1788和1792年举行:8。在1785年8月的会议上，众代表一致同意提出宪制分离的正式要求:22。当时还是弗吉尼亚州议员的加勒德于是前往里士满参加立法会议，投票赞成弗吉尼亚州接受肯塔基州分离、并列明具体条款的法案:22。
1792年的最后一次会议举办前，加勒德、安布罗斯·达德利（Ambrose Dudley）和奥古斯丁·易思廷组成的委员会报告称埃尔克霍恩浸信会教友协会支持在当时会议上起草的宪法中禁止奴隶制:9。1792年的这次会议制订了新成立州的宪法，奴隶制正是这次会议上的一个主要议题。与会代表、长老宗牧师大卫·赖斯（David Rice）是反对在新宪法中保护奴隶制一派的领袖人物，而乔治·尼古拉斯（George Nicholas）则极力赞成:63。加勒德鼓励其他浸信会牧师和教友投票反对将保护奴隶制内容列入宪法:10，但删除宪法第九条的动议最终以16票支持，26票反对未获通过，这条正是保护奴隶主权利的条款:63。与会代表中的全部7位基督教牧师都投下了支持票:63，有5位浸信会普通信徒无视加勒德的指令投票反对，如果他们都投票支持，那么双方将形成平局:11。历史学家洛厄尔··哈里森（Lowell H. Harrison）认为，可能正是因为这些牧师投下了反奴隶制的票，导致之后通过了禁止牧师担任肯塔基州议员的规定:63。加勒德和其他牧师显然没有对这一规定提出异议:12。
除了对奴隶制的反对意见外，加勒德没有在这次会议的进程中起到特别积极的作用。1792年4月13日，他向大会报告了全体委员会的22项决议，其中提供了新宪法的框架，这也是他在会议期间最引人注目，但又与奴隶制无关的一次动作:63。

### 1795年州长选举
制宪会议后，加勒德的政治生涯似乎已接近尾声:31。他辞去所有的县级公职，专注于务农和埃尔克霍恩浸信会事务:30，不过在儿子威廉于1793年成为州议员时还是很高兴:30。1795年，威廉获得连任，并且波旁县的另外4位州议员都和加勒德联系密切，其中还包括前不久竞选连任联邦参议员失败的约翰·爱德华兹:31。

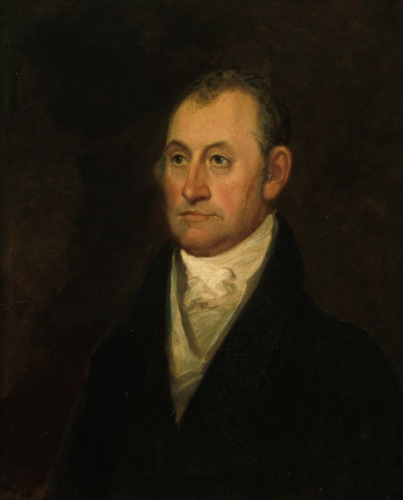
托马斯·托德是1795年肯塔基州州长选举的一位候选人。

肯塔基州首任州长艾萨克·谢尔比宣布无意竞选连任，加勒德的朋友们于是鼓励他参选:31。另外两位宣布参选的是本杰明·洛根和托马斯·托德:33。洛根因在确定肯塔基州边界期间的英雄主义行径而成为一开始最有希望的候选人:8。只是他虽然有相当丰富的政治经验，但演讲水准却不理想，而且在议会的工作能力也不是很理想:33。托德的政治经验最为丰富，曾担任全部十届肯塔基州建州大会的书记，但部分人认为他太过年轻:8:33。加勒德与波旁县的政治联系成为一大优势，许多人都对他在浸信会教会的贡献予以高度评价:33。
新宪法中规定，肯塔基州的每一个立法选区推举出一位选举人，再由选举人投票选出州长:8。洛根和加勒德都成为其所在县的选举人:34。第一轮投票结果，洛根获得21票，加勒德17票，托德14票:75，还有一位选举人把票投给了不久后将当选联邦参议员的法兰克福律师约翰·布朗:34。有推测认为，加勒德因自己的道德品质而没有把票投给自己，但出于政治上的敏锐性，他也不会把票投给对手，所以最终选择支持没有宣布参选的布朗:34。不过没有任何证据可以支撑这一推断:34。
宪法中没有具体说明选出州长是否需要有候选人获得过半数票，但众选举人根据其他多个州的惯例决定在洛根和加勒德之间进行第二轮投票，得到过半数票者当选:8:75。结果大部分曾支持托德的选举人都在第二轮投票中选举了加勒德，后者也因此胜出:75。肯塔基州务卿詹姆斯·布朗（James Brown）在署明日期为1796年5月17日的信件中确认了加勒德的胜利，州长谢尔比于5月27日发来寄信，祝贺他赢得选举:35。
洛根并不认为加勒德在选举中有任何不当之举，但他还是就选举结果向肯塔基州检察长约翰·布雷肯里奇提出正式抗议:8:35。布雷肯里奇拒绝就此事做出正式决定，声称无论宪法还是法律都没有授予自己这样的权力:75。不过他在私下里还是认为这场选举应该是洛根合法当选:75。洛根于是向有权介入选举争议的州参议院提出上诉:75。1796年11月，参议院表示授权他们介入的法律是违宪的，因为这一法律对促进肯塔基州的“和平和福祉”没有好处:75。州参议员格林·克莱（Green Clay）是这一理据的主要倡导者:36。到了这个时候，加勒德已经担任了5个月的州长，洛根于是放弃了要把他拉下马的努力:75。

### 首个州长任期
加勒德是一位强势的行政首长，身边有多位学识渊博的顾问:8。他的朋友约翰·爱德华兹和儿子威廉·加勒德都是州参议员，让他可以一直对参议院议题保持了解:39。任命詹姆斯·布朗再度担任州务卿之举表明他有意保持谢尔比的政策导向，但布朗年势已高，在加勒德担任州长几个月后就于1796年10月退休:39。新州长于是委任哈利·图尔明继任，后者因其他更保守校董的反对而于同年4月辞去了特兰西瓦尼亚神学院校长一职:8。加勒德没有挽留即将离任的州检察长约翰·布雷肯里奇，但还是经常就复杂的法律问题征求后者的意见:8。

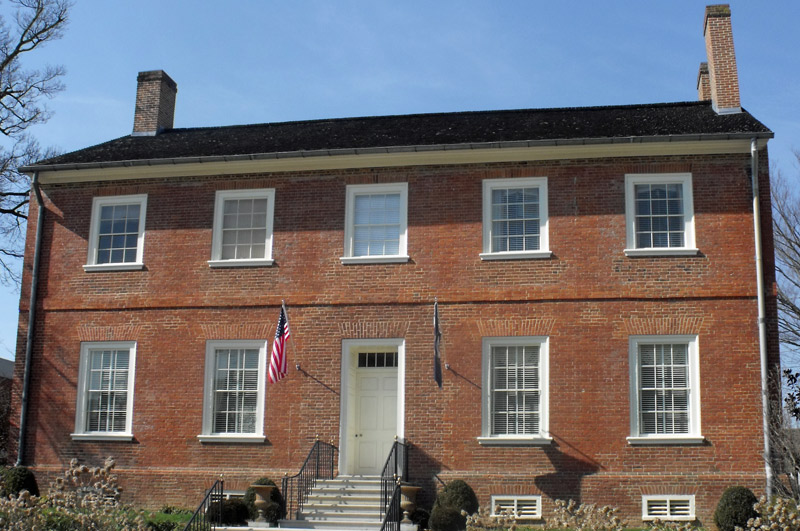
肯塔基州的首座州长官邸就是在加勒德的第一个州任期里建成。

谢尔比担任州长期间，州议会通过法律规定州长、州审计员、财务官、州务卿要住在法兰克福，其中州长可以得到100镑的资金用来租房:5。加勒德就职后不久，州公共建筑专员向议会报告称，为州长和及其大家庭建一套房，而非在其任期里租房从经济上来说更为合理:6。1796年12月4日，州议会通过法案，拨款1200镑来建这套房子:6，肯塔基州的第一套州长官邸于1798年建成:6。1799年，加勒德委托当地工匠为自己的女儿建造一台钢琴，当时大部分肯塔基州人还从未见过这种落地式乐器，所以钢琴建成后有相当数量的人们络绎不绝地前往州长官邸观看:10。肯塔基州历史学家托马斯·D·克拉克（Thomas D. Clark）还记载称加勒德给官邸新增的地毯吸引了许多人前去参观，因为当时地毯也非常罕见，克拉克称这一饰品让当时的许多人感到“既羡慕又自豪”:11。
加勒德担任州长的第一年里，肯塔基州通过法律建立了肯塔基州上诉法院和一系列的下级地区法院:44，该州的律师也从此需要领取牌照:44。州内还新成立了6个县和多个新的定居点，其中有一个县就是以加勒德命名:44。加勒德一共批准建立了26个县，是至今所有肯塔基州州长中最多的一个:12。
肯塔基州原本处理土地斟测和州土地办公室所有权登记的法律会在1797年11月30日到期，加勒德为此于11月3日发布公告，召集议会进入特别会议:48。会议于11月28日开始，加勒德以自己曾身为土地斟测员的经验告知众议员，通过新的法律、并且防止在土地所有权上出现更多的法律诉讼已是件迫在眉睫的事情，并且当时已经出现了大量的这类诉讼:48，但是州议会并没有及时对他的感召给予积极的回应:48。身为一位富裕的土地主，加勒德却主张保护肯塔基州的庞大债务人阶层，防止他们失去自己土地的抵押品赎回权:9。加勒德支持佔屋立法，其中包括禁止针对佔屋居民在其所占土地上劳作所获得的收益征税，并且佔屋者对土地作出改善后，土地拥有者需要向他们支付报酬:9。虽然有包括约翰·布雷肯里奇在内的一些上流社会议员反对，但加勒德在这次会议期间倡导的大部分改革提案都得以通过:50。
加勒德是民主共和党人，支持党派创始人托马斯·杰斐逊对《惩治煽动叛乱法》的谴责态度。1798年11月7日，他在向州议会发表演说时严厉谴责了《惩治煽动叛乱法》，称该法会让那些希望移民新大陆的人望而却步，而且这一法律还否定了被告的言论自由和陪审团审判权，这正是革命战争中他和其他战友通过战斗试图保护的权利:10:82。他主张将这样的法律废除，但也鼓励议会重申忠于联邦政府和美国宪法:10。此外，加勒德对1798和1799年的肯塔基决议案表示支持。
1798年，肯塔基州议会还通过了刑罚改革法案。加勒德支持这些改革，其中包括废除谋杀罪外所有罪行的死刑，他还为对犯人提供教育的提案进行过游说:9:83，并确保改革和扩大民兵的法律得到通过:9。其中一项改革就是将对民兵中的扰乱行为治罪，还对公民聘用他人代替自己在民兵部队服役的做法制订了规定，狱卒、导师、印刷员、法官、牧师和议员可以从服役中豁免:10。加勒德反对减税，提倡增加教育和商业补贴:9。为此他还签署法案，将特兰西瓦尼亚神学院和肯塔基学院合并成一所院校:57。

### 新宪法

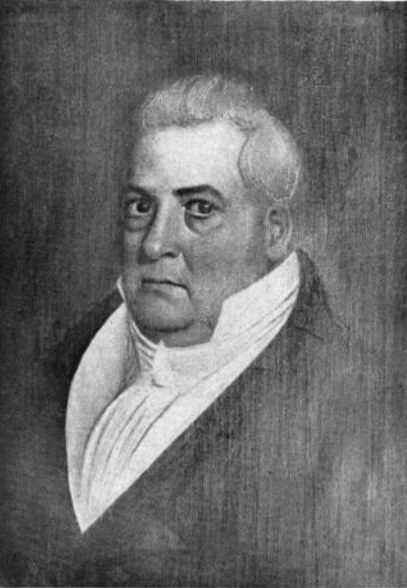
加勒德的儿子威廉向议会提出召开制宪大会。

1795年州长选举结果出现的争议令肯塔基州首部宪法受到了一连串的质疑:75。有些人认为宪法欠民主，因为州长是由选举人选出，州参议员及其他许多官员都是经任命而非选举产生:75，另一些人反对法官及其他州级官员的终身任职制:75。此外还有人希望从宪法中去掉对奴隶制的保护，或是解除牧师担任州议员的禁令:75。由于1795年选举的余波影响，所以相关团体一致认为，宪法需要进行变更:8。然而，这部宪法中却连修订方法都没有提供:75，唯一的补救途径就是召开另一次制宪大会:75。
召开制宪大会需要州议会两院在连续两届议会期间以三分之二多数通过，或是过半数选民在连续两次选举中批准:76。1797年2月，州议会投票决定在即将到来的5月选举中由选民对是否召开制宪大会的问题作出表决:76。共计9814位登记选民中有5446票赞成，440票反对，但3928人根本没有投票，多个县都没有记录到对这个问题的任何选票:76。这样的结果让许多议员对人民的真实意愿心存疑虑:76。
大会的反对者声称，所有没有投票的应计入反对票，这一立场有一定的群众基础，因为众所周知有许多费耶特县选民通过弃权来表达自己对大会的抗议:47。考虑了所有欠规则的情况后，州议会认为票数还没有到达需要的标准:48。
1798年2月10日，加勒德的儿子、仍在担任州参议员的威廉提出法案，再举行一次是否召开制宪大会的投票:51。1798年5月，投票结果表明全部16388票中有9188票支持:76，但仍有近5000选民没有投票:51。1798年11月21日，肯塔基州众议院以36票赞成，15票反对支持召开制宪大会，州参议院也在几天后以所需的三分之二多数通过了同一决定:76，但参议院的表决没有经过正式统计公布:58。州议会的投票结果消除了对普通选民投票结果存在的任何疑问。
制宪大会定于1799年7月22日召开，与会代表在同年5月选出:76。加勒德父子都没能成为代表，这主要是因为他们的反奴隶制立场:58。与前任州长相比，加勒德行事更为积极，经常行使否决权，还与各县法院发生冲突:9:78。这导致与会代表决定缩减州行政首长的权力:9:78。根据1799年宪法，州长需经普选产生，同时立法部门推翻州长否决权的票数也从两院均需三分之二多数降低到绝对多数:78。虽然州长仍然保有较为广泛的任命权，但州参议院有权批准或否决任何州长提名的人选:59。新宪法中还给州长增加了任期限制，任何州长卸任后需要再过至少7年才能重新参选:78。牧师不能担任州议员的限制依旧，并且受限职务范围还扩大到了行政部门:59。历史学家洛厄尔··哈里森认为这些限制“显然是针对加勒德”，但加勒德的传记作者·艾弗曼则相信这“绝对不是一个旨在针对加勒德的打击”:78，因为他在继任和牧师的限制上都取得了豁免，为寻求连任扫清了障碍。

### 1799年州长选举
本杰明·洛根第一个宣布自己将参加1799年的州长选举，对这次一雪前耻非常有信心:8。加勒德和托马斯·托德随后不久也宣布参选:8。前联邦众议员克里斯托弗·格里纳普也加入了竞争:8，但许多来肯塔基州定居不久的居民不了解他以往的赫赫战功，对他有欠成熟的演讲技巧也毫不感冒:63。虽然几位候选人极少会直接从负面角度评价对手，但他们都会提起那些自己认为会对其他候选人不利的话题:63。约翰·布雷肯里奇很长一段时间以来都是加勒德的政敌，他试图用激将法促使加勒德投入到又一场慷慨激昂的奴隶解放运动中去，强调这一在州内只有少数人支持的立场，但加勒德意识到了这一伎俩，竞选期间一直都没有表露出任何解放主义情绪:64。同时，新宪法中对奴隶制的保护比老宪法更强，因此大部分选民根本不担心在任州长的反奴隶制立场:64。法兰克福知名领袖人物亨利·菲尔德被控用斧头谋杀了自己的夫人，法院判处罪名成立，他指责加勒德没有为自己发出赦免令:63。但州长在审查案件证据后认为，这一判决结果是公正达成的，并没有受到外界的不当影响。菲尔德的这一指控在竞选期间提出得有些太晚，以致于加勒德对自己拒绝发出赦免令的解释无法及时而广泛地流传:64。
加勒德拥有在任州长的优势，并且公众认可度总体上也比较理想，他在西部的多个县、杰佛逊县以及中肯塔基州的布卢格拉斯地区都取得了大幅领先:8。令人意外的是，他甚至获得了一些4年前选择洛根的选民支持:8。最终加勒德以8390票胜出，格里纳普得到6746票，洛根3996票，托德2166票:8。由于新宪法中增加的任期限制，加勒德之后的近两百年里都没有任何一位肯塔基州州长取得连任，直到1992年该州通过宪法修正案给这一规定松绑后才有了保罗··巴顿（Paul E. Patton）于1999年连任成功。1801年，加勒德提名托德填补肯塔基州上诉法院在选举后出现的空缺:65，然后又在1802年提名格里纳普到法兰克福巡回法院任职:65。

### 第二个州长任期
加勒德第二个州长任期的前两年相对而言风平浪静，但到了1802年，他否决了州议会通过的两项与巡回法院体系有关的法案:10。第一项增加了法院数量，并且规定没有经过专业训练的普通市民可以担任法官:10。加勒德对新增法院的成本、以及允许未经训练的法官就职是出于什么样的考量均提出质疑，他还反对法案中刻意规避州长法官任命权的做法:10。第二道法案允许巡回法院体系中的律师和法官住在其工作的巡回法院辖区外:10。立法部门最终推翻了州长对第二道法案的否决，这也是肯塔基州历史上首次有州长的否决遭到推翻，也是加勒德8年州长任期里仅有的一次:10。

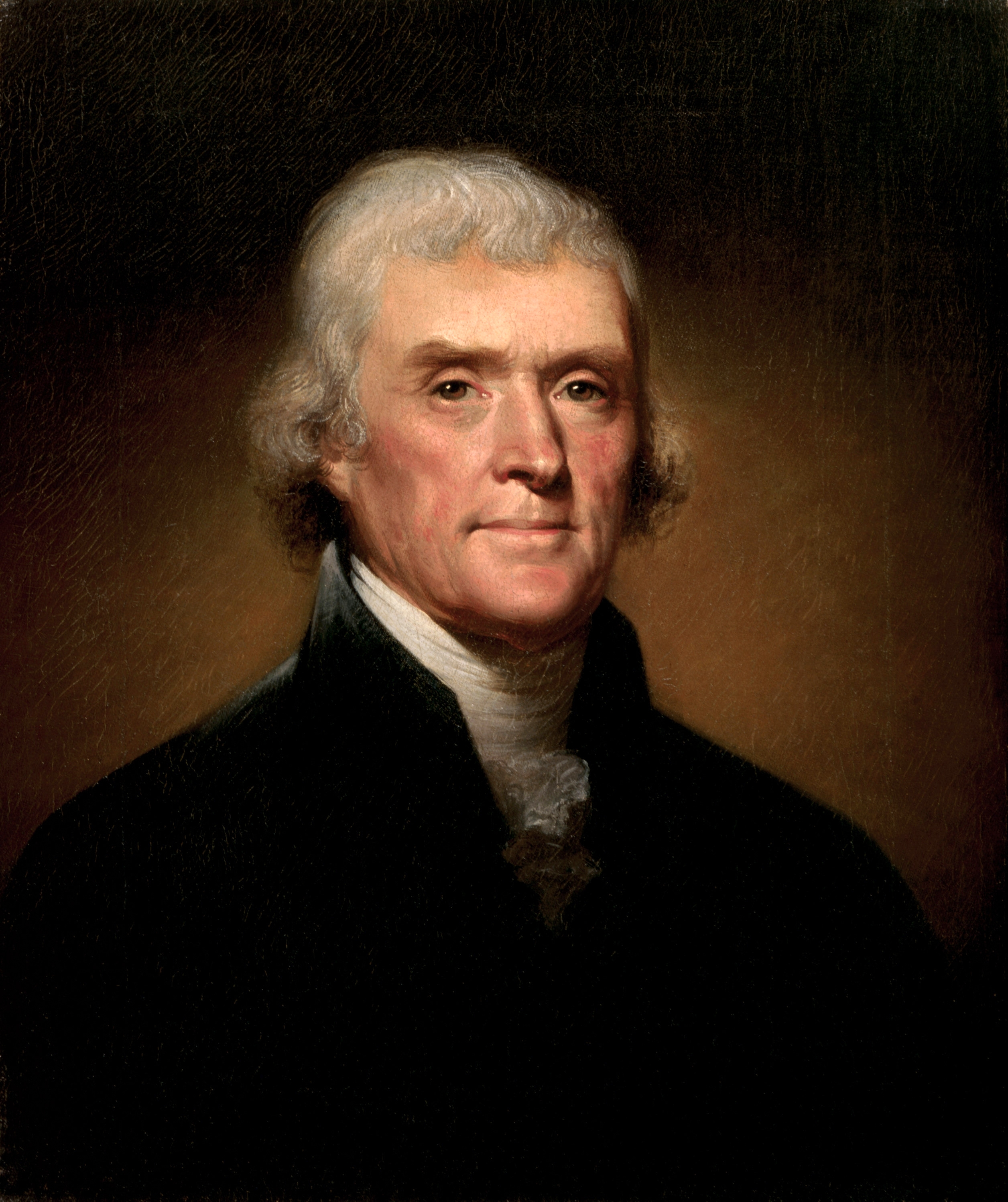
加勒德曾盛赞托马斯·杰弗逊收购路易斯安那之举是“崇高的成就”。

1802年10月16日，西班牙帝国殖民者唐璜·文图拉·莫拉莱斯（Don Juan Ventura Morales）宣布撤消美国对新奥尔良港口的使用权，这一权力本是由平克尼条约保障:84。加勒德期望能在肯塔基州和美国其他各州以及密西西比河沿岸多个领地间建立起生机勃勃的贸易关系，但这一港口不再向美国货物开放也就成为实现这些期望的主要障碍:10。
他敦促总统托马斯·杰弗逊采取行动，并公开宣称肯塔基已有2.6万民兵待命，准备在必要情况下以武力拿下新奥尔良:11。杰弗逊当时并不知道路易斯安那的控制权已通过《圣伊尔德丰索密约》于1800年转让给法国独裁者拿破仑·波拿巴，只是还没有进行正式的交接程序:84，之后拿破仑令人意外地提出以约1500万美元的价格把路易斯安那卖给美国:84。杰弗逊在法国的两位使节罗伯特·R·李维顿和詹姆斯·门罗接受了这笔交易:84。大部分肯塔基人都对这一收购欣喜若狂，加勒德也盛赞这是“崇高的成就”:11:84。此后不久，西班牙帝国政府宣称法国没有做到《圣伊尔德丰索密约》中规定的义务，因此条约无效，路易斯安那仍属西班牙领地:84。杰弗逊直接无视西班牙的抗议，准备以武力手段夺取路易斯安那:84。他指示加勒德安排4000民兵做好在1803年12月20日进军新奥尔良的准备:84。肯塔基州议会也迅速通过法案，保证任何志愿从军者可以获得150英亩土地，加勒德因此很快就告知杰弗逊人数已经凑齐:84。这时西班牙选择服软，放弃了对路易斯安那的主权主张，这一地区也在两个月后归入美国控制:84。
加勒德第二个州长任期的最后几个月因与州议会的争议而蒙上阴影，围绕的是州土地注册办公室登记员的任命问题:12。加勒德首先提名了州务卿哈利·图尔明，但州参议院于1803年12月7日否决了这一提名:77。加勒德又提名了昔日的竞争对手克里斯托弗·格里纳普，但格里纳普此时一心要继任州长职位，因此请他撤回提名，加勒德也照办了:76。参议院接下来又否决了加勒德的下一位提名人选约翰·柯本（John Coburn），还指控再后一位人选托马斯·琼斯（Thomas Jones）是“刑事重罪犯”，禁止他将来从事任何任命性质的公职:76。琼斯遭参议院否决后，加勒德也否决了一项允许立法部门选派肯塔基州总统和副总统选举人的法案，尽管这一法案与州宪法可谓背道而驰，但加勒德的这次否决还是令他和参议院的关系更为紧张:77。参议院接下来又否决了威廉·特里格，肯塔基州的众多报纸开始公开谈论行政和立法分支的宿怨，声称参议院对该职位已有属意人选，所以州长提名其他任何人都会遭到否决:78。1804年1月，参议院又否决了威利斯·格林（Willis Green），加勒德宣布自己不会再提名任何人选:78。州长和参议院均指责对方背信弃义，一直到加勒德提名很受欢迎的众议院议长约翰·亚岱尔时:78，参议院才最终确认了这次选择:78。

## 晚年生活和逝世
加勒德在州土地注册办公室登记员任命问题上与州议会产生的争议让他非常不满，因此卸任州长后就离开了政坛:12。他曾于1804年私下支持克里斯托弗·格里纳普继任州长职位，波旁县的选民也在选举中向格里纳普提供了压倒性的支持:79。虽然两个儿子威廉和詹姆斯都将继续竞选公职直到19世纪30年代，但加勒德再也没有表现出再度参选的愿望:81。
加勒德返回芒特黎巴嫩，成为一位知名农学家:59。他的儿子詹姆斯监督农场的日常动作，并因在当地农产品展销会上的创新屡获嘉奖:80。芒特黎巴嫩庄园在1811年新马德里地震中受到重创，但加勒德坚持尽可能地将其修复，希望在那里度过余生:81。他给自己的农场引进优良家畜——包括纯种的马和牛——还投资了多家商业公司，其中还有多家在他去世后传给儿子的盐场:59。1822年1月19日，身体状况已持续数年欠佳的詹姆斯·加勒德与世长辞:13，身后遗骨下葬在自己的庄园，肯塔基州政府在他的坟头竖起了纪念碑:13。